# Outtrigger
Outttigger fue un grupo de metal alternativo procedente de Helsingborg (Suecia) y surgido en 2009 y disuelto oficialmente en 2018.

## Biografía
El grupo surgió en manos del guitarrista Timmy Andersson y el vocalista Simon Peyron, dos compañeros de clase que decidieron crear una nueva banda de metal.
Tras la participación en numerosos eventos en el sur de Suecia y la grabación de su primer y hasta ahora único EP "Untestified Revolution" saltan a la fama mediante un cover del tema "You" de Robin Stjernberg un día después de que dicha canción fue escogida ganadora de Melodifestivalen 2013 (clasificación sueca para el festival de Eurovisión). Al año siguiente se presentan a Melodifestivalen 2014 con la canción "Echo" pasando a Andra Chansen (la segunda oportunidad en sueco) pero sin llegar a la final.

## Miembros
- John Löfgren - Batería
- Simon Peyron - voz (anteriormente también guitarra).
- Joakim Agnemyr - bajo
- Adam Axelsson - guitarra

### Antiguos miembros
- Oliver Buvac - voz
- Timmy Andersson - guitarra

## Discografía

### EP
- 2010: Untestified Revolution (EP)
- 2014: Echo (EP)
- 2014: The Last of Us

### Singles
| Año  | Single             | Clasificación | Álbum |
| Año  | Single             | SWE           | Álbum |
| ---- | ------------------ | ------------- | ----- |
| 2013 | "Awaken Me"        | –             |       |
| 2013 | "You"              | –             |       |
| 2014 | "Blame on You"     | –             |       |
| 2014 | "Echo"             | 42            |       |
| 2014 | "Superman is Dead" | –             |       |